# Raymond Impanis

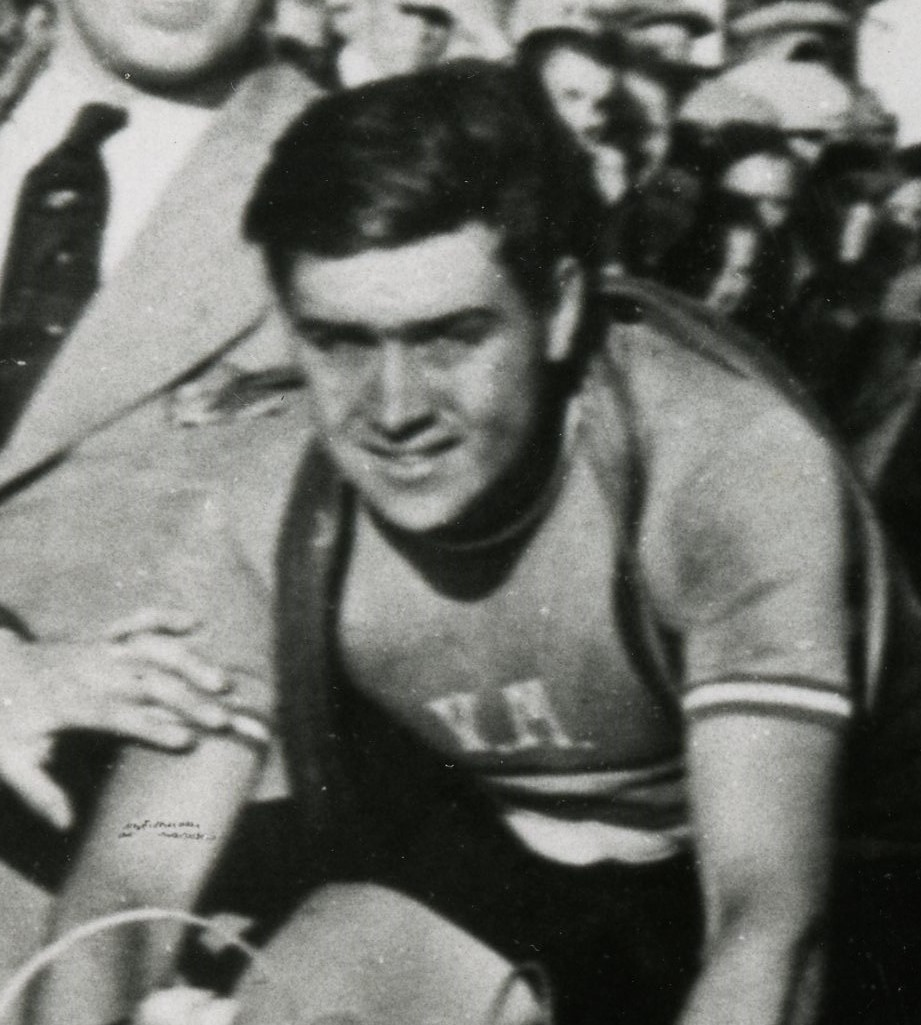
Raymond Impanis (1949)

Raymond Impanis (* 19. Oktober 1925 in Berg, Kampenhout; † 31. Dezember 2010 in Vilvoorde) war ein belgischer Radrennfahrer.

## Karriere
Raymond Impanis, genannt „Bakkertje van Berg“, war Profi-Rennfahrer von 1947 bis 1963. In dieser Zeit gewann er zahlreiche Klassiker sowie Etappen bei großen Rundfahrten. Sein erster bedeutender Erfolg war der Sieg in der Belgien-Rundfahrt für Unabhängige. 1949 und 1951 gewann Impanis Dwars door Vlaanderen, 1952 und 1953 Gent–Wevelgem (1952 für das deutsche Radsportteam Bismarck), in seinem besten Jahr 1954 Paris–Roubaix, die Flandern-Rundfahrt sowie Paris–Nizza. 1957 gewann er den Grand Prix Stan Ockers und siegte bei der Flèche Wallonne und 1960 ein zweites Mal bei Paris–Nizza. Viermal belegte er bei Lüttich–Bastogne–Lüttich (1947, 1948, 1954, 1955) den zweiten Platz sowie zweimal bei der Challenge Desgrange-Colombo (1954 und 1957). Bei den Deutschland-Rundfahrten 1951 sowie 1952 belegte Impanis jeweils den dritten Platz in der Gesamtwertung.
Siebenmal startete Raymond Impanis bei der Tour de France; 1947 und 1948 entschied er je eine Etappe für sich. Bei der Tour im Jahre 1947 gewann er das mit 139 Kilometern bisher längste Einzelzeitfahren in der Geschichte der Rundfahrt mit nahezu fünf Minuten Vorsprung auf den Zweiten, Jean Robic, und wurde Sechster in der Gesamtwertung. 1947 war er der erste Gewinner der Sonderwertung Souvenir Henri Desgrange bei der Tour de France.
Raymond Impanis hielt bei Paris-Roubaix den Rekord von 16 Zielankünften, insgesamt war er bei 17 Rennen am Start; erst im April 2010 wurde dieser Rekord von Servais Knaven eingestellt. Zum Ende seiner Karriere bestritt er auch Steherrennen. 1958 gewann er den Großen Preis von Deutschland in dieser Disziplin vor Valentin Petry.
Von 1982 bis 1994 sowie 2009 und 2010 wurde das Rennen „Grand Prix Raymond Impanis“ zwischen Impanis’ Heimatort Kampenhout und Sint-Niklaas ausgetragen. Impanis ist auch Ehrenbürger von Kampenhout. Zudem führt an der Gemeinde die „Raymond Impanis fietsroute“ entlang.